# Садиба Знаменське-Райок
Садиба Знаменське-Райо́к (рос. усадьба Знаменское-Раёк) — історична садиба, що належала сенаторові Ф. Глібову і вибудувана за проектом архітектора Миколи Львова.

## Історія створення
Рідкісний ансамбль із палацу і чотирьох компактних флігелів в оточенні периметральної колонади він створив для сенатора Ф. І. Глібова. Садиба Знаменське-Райок останнього неподалік міста Торжок мала ще одну приховану функцію — його розглядала як власний подорожній палац імператриця Катерина II. Звідси бароковий масштаб п'яти окремих споруд, поєднаних колонадою (рідкісний серед садибних споруд Львова), котрий стримують лише типові архітектурні форми палладіанства.
Розкішний садибний будинок з флігелями і пейзажним парком був вибудований на дорозі від Санкт-Петербурга до Москви. Причетними до створення садово-паркового ансамблю були також архітектори К. Буці, А. Трофимов, англієць В. Ірвен, італієць Франческо Руска.
За межами парадного двору (курдонеру) був створений пейзажний парк на високому березі річки Логовеж. Переказують, що тут були штучні ставки, паркові містки, вибудовані з місцевих валунів, купальня, грот, паркові павільйони та скульптури.

## Опис

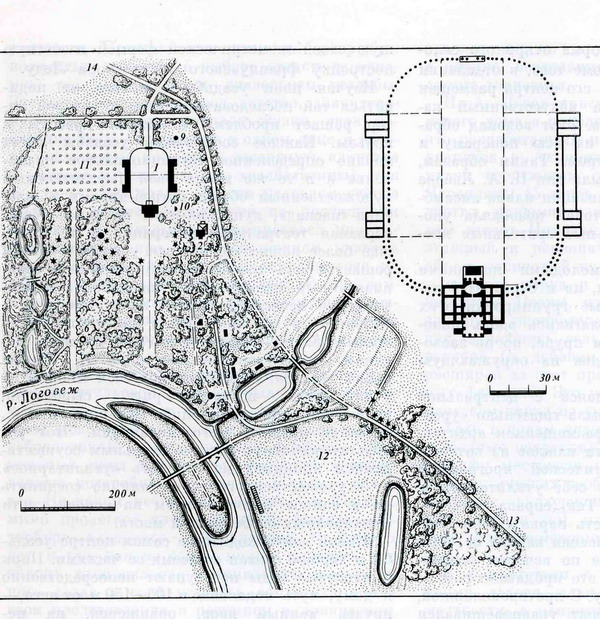
Львов М. О. Генплан садиби Знаменське-Райок.

Незважаючи на невідповідне використання за часів СРСР, ансамбль споруд колишньої садиби непогано зберігся, навіть наскрізна галерея, утворена місцями дво- місцями однорядною доричною колонадою. Об'єм господського будинку вибудований в надзвичайно спрощених формах палладіанства, і лише його висота доводить його головування в ансамблі. Головний вхід прикрашений трикутним фронтоном, чотириколонним портиком та високими сходами. Серед стриманого декору фасаду — руст першого поверху та сандрики над віконними отворами. Будинок вінчає приземкуватий бельведер, що приховує подвійне склепіння центральної зали, улюблене в спорудах Миколи Львова. Історичні інтер'єри частково збрігли спрощений класичний декор і характерні стінописи кінця XVIII століття.
Чотири флігелі — однакової компактної форми з невисокими куполами, що не відповідало різним функціям споруд. Тому два із чотирьох флігелів поєднані блоком-прибудовою по-за межами колонади, що збільшило корисну площу флігелів.

## У XX ст

Подвір'я садиби Знаменське-Райок, фото 2008 року..

Садиба дивом збереглася під час погромів колишніх дворянських садиб за часів комуністичного правління в СРСР. Цьому сприяло облаштування в садибі дитячою колонії макаренківського типу. Після дитячою колонії споруди садиби перейшли до підприємства «Центросвар» з міста Твер, котре облаштувало тут туристичну базу. Мешканці невеличкого поселення поряд обслуговували і дитячу колонію, і туристичну базу, поки споруди не покинули взагалі. У зв'язку зі значною мистецькою вартістю споруд колишньої садиби розпочали довготривалу реставрацію панського будинку, а в одному з флігелів облаштовано туристичний готель.
Пейзажний парк практично знищений, як і всі його павільйони та первісне розпланування.